# اوم (گروه موسیقی)
اوم (انگلیسی: Homme; کره‌ای: 옴므) گروه موسیقی دو نفره اهل کره جنوبی بود. این گروه متشکل از لی هیون و لی چانگ مین بود.